# Denis Zakaria
Denis Lemi Zakaria Lako Lado (sinh ngày 20 tháng 11 năm 1996), thường được biết đến với tên gọi Denis Zakaria, là một cầu thủ bóng đá chuyên nghiệp người Thụy Sĩ hiện đang thi đấu ở vị trí tiền vệ phòng ngự cho đội tuyển bóng đá quốc gia Thụy Sĩ và là đội trưởng của câu lạc bộ Ligue 1 Monaco.

## Sự nghiệp câu lạc bộ

### Servette
Sinh ra tại Geneva, Thụy Sĩ, với mẹ là người Nam Sudan và cha là người Congo, Zakaria bắt đầu sự nghiệp tại câu lạc bộ địa phương Servette.

### Young Boys
Zakaria gia nhập BSC Young Boys vào tháng 6 năm 2015 từ Servette FC với một khoản phí chuyển nhượng không được tiết lộ,bản hợp đồng có thời hạn bốn năm. Anh ra mắt tại giải Siêu cúp Thụy Sĩ vào ngày 18 tháng 7 năm 2015 trong trận hòa 1-1 với FC Zürich.

### Borussia Mönchengladbach
Tháng 6 năm 2017, Zakaria đã ký hợp đồng có thời hạn 5 năm với Borussia Mönchengladbach. Anh được chuyển đến để thay thế cho Mahmoud Dahoud, người đã rời câu lạc bộ cho Borussia Dortmund. Phí chuyển nhượng trả cho Young Boys được báo cáo là 10 triệu euro. Anh chơi ở đây 4 năm ghi tổng cộng 11 bàn thắng sau 125 lần ra sân cho Borussia Mönchengladbach.

### Juventus
Ngày 31 tháng 1 năm 2022, Zakaria chuyển đến câu lạc bộ Juventus theo hợp đồng có thời hạn bốn năm rưỡi. Phí chuyển nhượng chỉ vỏn vẹn 4,5 triệu euro. Ngày 6 tháng 2, Zakaria ghi bàn trong trận ra mắt ở phút 61, giúp đội bóng của anh đánh bại Hellas Verona với tỷ số 2–0.

## Thống kê

### Quốc tế
Tính đến ngày 8 tháng 9 năm 2024
| Thụy Sĩ   | Thụy Sĩ | Thụy Sĩ |
| Năm       | Trận    | Bàn     |
| --------- | ------- | ------- |
| 2016      | 3       | 0       |
| 2017      | 6       | 0       |
| 2018      | 9       | 1       |
| 2019      | 10      | 2       |
| 2021      | 12      | 0       |
| 2022      | 5       | 0       |
| 2023      | 7       | 0       |
| 2024      | 5       | 0       |
| Tổng cộng | 57      | 3       |

### Bàn thắng quốc tế
| # | Ngày                | Địa điểm                                      | Số trận | Đối thủ   | Bàn thắng | Kết quả | Giải đấu                    |
| - | ------------------- | --------------------------------------------- | ------- | --------- | --------- | ------- | --------------------------- |
| 1 | 8 tháng 9 năm 2018  | Kybunpark, St. Gallen, Thụy Sĩ                | 13      | Iceland   | 2–0       | 6–0     | UEFA Nations League 2018–19 |
| 2 | 23 tháng 3 năm 2019 | Boris Paichadze Dinamo Arena, Tbilisi, Gruzia | 19      | Gruzia    | 2–0       | 2–0     | Vòng loại UEFA Euro 2020    |
| 3 | 8 tháng 9 năm 2019  | Sân vận động Tourbillon, Sion, Thụy Sĩ        | 24      | Gibraltar | 1–0       | 4–0     | Vòng loại UEFA Euro 2020    |